# Theatre of Hate
Theatre of Hate foi uma banda de pós-punk britânica formada em 1980 em Londres, Inglaterra, por Kirk Brandon (vocalista), Steve Guthrie (guitarrista), Stan Stammers (baixo), John Lennard (saxofone) e Luke Rendle (bateria); Billy Duffy dos The Cult também participou nesta banda. Um dos seus trabalhos mais conhecidos é Do You Believe in the Westword.